# Chiesa di San Marco Evangelista in Agro Laurentino
La chiesa di San Marco Evangelista in Agro Laurentino è una chiesa di Roma, nel quartiere Giuliano-Dalmata, in piazza Giuliani e Dalmati.

## Storia
Essa fu costruita su progetto dell'architetto Ennio Canino tra il 1970 ed il 1972, e fu solennemente consacrata il 29 maggio 1972 dal cardinale vicario Angelo Dell'Acqua. La chiesa ricevette la visita di due papi: Paolo VI nell'aprile 1973, e Giovanni Paolo II nel gennaio 1984.
L'interno conserva una Madonna in bronzo del Perrotta, ed un Crocifisso urlante, sempre in bronzo, di U. Montalbano; nella cripta è esposta una serie di mosaici raffiguranti i Santi protettori dei paesi di origine dei profughi Giuliano-Dalmati (Alto Adriatico Orientale). Sulla "barca" dell'ingresso centrale della chiesa campeggia, dal dicembre 2016, la statua del leone di San Marco donata da una nobile famiglia negli anni Settanta. L'anno 2017 ha visto il rifacimento completo della pavimentazione interna della chiesa in travertino persiano.
La chiesa è sede parrocchiale, eretta il 9 marzo 1950 con il decreto del cardinale vicario Francesco Marchetti Selvaggiani Pastoris vigilantis. Dal 1973 è sede del titolo cardinalizio di “San Marco in Agro Laurentino”. Essa è stata affidata alle cure dei Frati minori conventuali fino al 31 agosto 2016. Dal primo settembre dello stesso anno è affidata al clero diocesano.
Nella sede originaria dove era sita la chiesa, sorgono i giardini intitolati al maestro Lodovico Zeriav. All'interno di essi il monumento della Lupa romana di Pola.